# Regiones geográficas intermedias e inmediatas
Las regiones geográficas intermedias e inmediatas, en Brasil, constituyen la división geográfica regional del país, según la composición elaborada por el Instituto Brasileño de Geografía y Estadística (IBGE). 
Las regiones geográficas inmediatas son agrupaciones de municipios que tienen como principal referencia la red urbana y poseen un centro urbano local como base, mediante el análisis del IBGE. Para su elaboración fueron llevadas en consideración la conexión de ciudades próximas a través de relaciones de dependencia y desplazamiento de la población en búsqueda de bienes, prestación de servicios y trabajo. Las regiones intermedias, por su parte, son agrupaciones de regiones inmediatas que son articuladas a través de la influencia de una metrópoli, capital regional o centro urbano representativo dentro del conjunto.
Fueron instituidas en 2017 para la actualización de la división regional brasileña y corresponden a un repaso de las antiguas mesorregiones y microrregiones, respectivamente, que estaban en vigor desde el cuadro creado en 1989.

## Contexto
La división de 2017 tuvo el objetivo de comprender las transformaciones relativas a la red urbana y su jerarquía ocurridas desde las divisiones precedentes, debiendo ser usada para acciones de planificación y gestión de políticas públicas y para la divulgación de estadísticas y estudios del IBGE. En la configuración precedente, hubo en primer momento la agrupación de los municipios en mesorregiones para después ser separados en microrregiones. En la división de 2017, ocurrió el contrario, visto que primero ocurrió la división en regiones geográficas inmediatas para después obtenerse una agrupación de estas en regiones geográficas intermedias.
Después del lanzamiento de la nueva división en 2017, ocurrió una actualización divulgada en 11 de septiembre de 2018. En la ocasión fueron anunciadas cambios puntuales hechos en las divisiones del Maranhão y de Pernambuco, incluyendo la creación de la Región Geográfica Inmediata de Escalera-Ribeirão, en Pernambuco, con municipios desglosados de la región inmediata del Recife. Con esa modificación, Brasil pasó a ser constituido de 510 regiones geográficas inmediatas agrupadas en 133 regiones geográficas intermediarias.